# 北极棘鲨属
北极棘鲨属（學名：Arctacanthus）为弓鮫目的一个属。生存於二疊紀吳家坪期 ，且可能存活至三疊紀。

## 下属物种
本属包括以下物种：
- Arctacanthus exiguus Yamagishi, 2004
- Arctacanthus uncinatus Nielsen, 1932
- 怀俄明北极棘鲨 Arctacanthus wyomingensis Branson, 1934